# Ебок

Ieboc vel Atamanskoi Gorod. Фрагмент карты Исаака Массы (1638)

Ебок или Ебоцкий городок — городок донских казаков в нижнем течении Дона, временно являвшийся местонахождением войсковой администрации и резиденцией войскового атамана. В документах Русского государства из-за «ненормативного» названия указывался иносказательно: Стыдное Имя, Самый Нижний или Атаманский. Впервые упомянут в 1593 году в «Росписи от Воронежа Доном-рекою до Азова до Чёрного моря, сколько вёрст и казачьих городков и сколько по Дону всех казаков, кои живут в городкех». Был отмечен с оригинальным названием на нескольких европейских картах.
Происхождение названия городка отдельные авторы связывали с неограниченной вольностью казаков и присущим им юмором. Название, по разным версиям, могло быть связано с передовым расположением по соседству с турецким Азовом или с нахождением в городке Войскового суда, который рассматривал дела окрестных городков и станиц и назначал наказания провинившимся.
Располагался ниже Монастырского городка близ Азова (возможно, на территории нынешнего города Аксай). Был основан предположительно в 1570-х годах, позже перенял административные функции у Раздор, впоследствии они перешли к Монастырскому городку. Из записей посла П. Мансурова следует, что азовцы в 1616 году в воровском набеге разорили передовой острог донских казаков, под которым, вероятно, подразумевался Ебок. Вновь встречается в источниках в 1634 году, однако после Азовского сидения казаков, в ходе турецкого наступления в низовьях Дона в 1643 году пал вместе с Маноцким, Монастырским и Черкасским городками, после чего сведения о нём пропадают.